# コンラート1世 (マイセン辺境伯)
コンラート1世（Konrad I., 1098年頃 - 1157年2月5日）は、マイセン辺境伯（在位：1123年 - 1156年）。ヴェッティン伯ティモとその妻イダ・フォン・ノルトハイム（バイエルン公オットー・フォン・ノルトハイムの娘、1083年没）との息子として生まれ、ヴェッティン伯、マイセン辺境伯、ラウジッツ辺境伯を務めた事などで、貴顕家としてのヴェッティン家の権力を確立した。大辺境伯（der Große）、敬虔伯（der Fromme）とも呼ばれる。
1125年に神聖ローマ皇帝ハインリヒ5世に、1130年にはロタール3世に従軍して南イタリアに出兵し、マイセン辺境伯に封ぜられた。1136年にラウジッツ辺境伯領（下ラウジッツ）も継いだ。1143年（1144年とも）にはローマ王コンラート3世から、現在上ラウジッツと呼ばれるロホリッツおよびミルツェナーラントの領主権を与えられた。彼の時代以降、マイセン辺境伯領及びラウジッツ辺境伯領はフラマン人が入植し、開墾した。

## 生涯
父親は早くに没し、家族にハレ北部のヴェッティン城周辺の所領を遺産として遺した。母のイダはコンラートに強い権力意識に結びついた自負心を植え付け、同時に深い信仰心を教え込んだ。
1103年、マイセンと下ラウジッツの辺境伯であった従兄のハインリヒ1世が亡くなった。コンラートは自分か兄のデード4世にマイセン辺境伯領とオストマルク（下ラウジッツ）辺境伯領を神聖ローマ皇帝ハインリヒ4世が封土として与えるのではないかとの期待は、ハインリヒ1世の妻ゲルトルートが息子ハインリヒ2世を出産した事により粉砕されてしまった。
ハインリヒ2世について、生まれた女児を出産直後に貧しい女性が産んだ男児と交換したのだという噂がたった。コンラートは自分こそが両辺境伯領の正当な継承者であるとの思いを募らせ、領内で辛辣な口調でハインリヒ2世を嘲笑した。1121年にハインリヒ2世はコンラートに攻めかかり、コンラートは捕らえられ投獄された。しかし、ハインリヒ2世が1123年に20歳になったばかりで急死したことにより解放された。この死は、毒殺ではないかとの説もある。
コンラートは自分の相続を期待したが、皇帝ハインリヒ5世は空席となった辺境伯の封土を従者のグロイチュ伯ヴィプレヒト2世に委ねた。コンラートはこれに反発、ザクセン公ロタール（後の神聖ローマ皇帝ロタール3世）と同盟する。彼はバレンシュテット伯アルブレヒト熊公と共同でまずマイセン辺境伯領に侵入し、この地はコンラートに任された。さらに同時期にオストマルクも攻略した。ヴィプレヒト2世はわずかに抵抗したが、1123年11月、短い戦いの後、ヴィプレヒト2世は追放されてこの地は平定された。続く数年の内に、ハインリヒ5世（1125年没）とヴィプレヒト2世（1124年没）が相次いで亡くなり、コンラートはマイセン辺境伯に就任した。また、マイセン辺境伯にはヴィンツェンブルク伯ヘルマン2世もなっていたが、1130年に不祥事を起こしてローマ王に選出されたロタール3世に捕らえられて所領を没収、マイセン辺境伯領全域はコンラート1世が領有した。
勢力範囲の拡大は徐々に成功を収めていった。1135年、ヴィプレヒト2世の息子でオストマルク辺境伯ハインリヒが亡くなり、グロイチュ伯家が断絶すると、ロタール3世への忠誠が認められたコンラート1世にグロイチュ伯領とオストマルクが与えられた。これが「ヴェッティン家の支配地域」の発端となった。正式に辺境伯に就任したコンラート1世は、帝国諸侯としての権力をエルベ川から東のオーデル川に至るまでの領土拡大、植民地化、キリスト教の布教に結びつけた。彼は信仰心に篤く、多くの修道院の寄進者として知られている。コンラート1世はラウターベルク、今日のペータースベルク・バイ・ハレの修道院の建物を完成させ、財宝を供与した。教皇はこの修道院を庇護下に置き、ペータースベルクを永続的に保護することを許可した。
外交においては1146年の戦いの後にポーランドとの緊張関係を解決、1147年にはアルブレヒト熊公と共にヴェンド十字軍に参戦した。また、息子のディートリヒとポーランド公ボレスワフ3世の娘を結婚させ、息子のオットーや娘のアデラを、1150年にブランデンブルクに拠点を構えたアルブレヒト熊公の子供達と結婚させた。この結婚によりコンラートはアスカニア家とヴェッティン家という、隆盛に向かいつつある2つの貴族家門を連携させた。
コンラート1世は、教会との連携が統治には必要で不可欠であると言うことを理解していた。彼の所領である現在の中部ドイツでは、特にマクデブルク大司教との関係が特に重要であったため、甥のヴィヒマンを大司教に指名した。コンラート1世はこうした血縁を利用して自らの影響力を拡大していった。一方でコンラートは深い信仰心を示すと同時に、権力を振るう活動力をも示した。彼は5人の子供達がエルベ川上流域を争う事態を防ぐ為に、自らこの地域を統治し、コントロールすることとした。
1156年末、60歳に近くなったコンラート1世は、マイセンの聖堂で聖職者並びに貴族が見守る中、支配のシンボルである盾と剣を神に戻す（＝武器と統治権を捨て去る）象徴的なパフォーマンスを行い、ラウターベルク・バイ・ハレ（現在のペータースベルク）の修道院に入って使徒修道士としての生活を始めた。僧衣を身につけるのに立ち会ったのは、5人の息子達と戦友のアルブレヒト熊公、盟友のマクデブルク大司教とされている。この儀式からわずか2ヶ月後の1157年2月5日に亡くなり、マイセン辺境伯領はオットーが相続した。

## 子女
ラーフェンシュタイン伯アーダルベルト・フォン・エルヒンゲンの娘リウトガルト（1146年6月19日、ゲルプシュテット女子修道院で永眠、ラウターベルク・バイ・ハレに埋葬された。エルヒンゲン修道院の創始者。皇帝フリードリヒ1世の従姉妹。）と結婚し、以下の子女をもうけた。現在のベルギー王家は直系の子孫にあたる。
- ハインリヒ
- オットー（1116年頃 - 1190年2月18日） - マイセン辺境伯（裕福伯）
- ディートリヒ・フォン・ランツベルク（1118年頃 - 1185年2月9日） - ラウジッツ辺境伯
- デード5世（1121年頃 - 1190年8月16日） - オストマルク辺境伯（肥満伯）
- ハインリヒ1世（1123年頃 - 1181年8月30日） - ヴェッティン伯
- フリードリヒ1世（1126年頃 - 1182年1月4日） - ブレーナ伯
- オーダ（? - 1190年頃没） - ゲルプシュテット女子修道院長
- ベルタ - ゲルプシュテット女子修道院長
- アデラ（? - 1181年10月23日） - デンマーク王スヴェン3世と結婚、バレンシュテット伯アーダルベルト3世（アスカニア家）と再婚
- ゾフィア
- ゲルトルート - シュヴァルツブルク＝ケーフェルンブルク伯ギュンター2世と結婚
- アグネス（? - 1203年1月21日没）